# Amitermes meridionalis
Amitermes meridionalis (лат.) — вид термитов из подсемейства Termitinae. Эндемик Австралии.

## Распространение
Австралия: Северная территория.

## Описание
Мелкие термиты, длина солдат 4—6 мм. Жвалы саблевидные с одним апикальным зубцом. Усики имаго самок и самцов 12-18-члениковые. Формула шпор голеней: 3-2-2. Усики солдат — 11-20-члениковые. Лапки 4-члениковые. Термитники крупные, надпочвенные. Некоторые их надземные насыпные постройки достигают огромных размеров и получили название «компасные» или «магнитные». Они достигают 4 м в высоту и 3 м в длину и ориентированы по линии север — юг. С помощью экспериментов было показано, что эта компасная ориентация помогает терморегуляции. Ориентация с севера на юг приводит к тому, что внутренняя температура насыпи быстро увеличивается в течение утра, избегая перегрева от полуденного солнца. Затем температура остается на необходимом термитам высоком уровне (на графическом плато) весь оставшийся день до вечера.
Вид был впервые описан в 1898 году австралийским энтомологом Уолтером Уилсоном Фроггатом (Walter Wilson Froggatt, 1858—1937).